# 제4대 라우던 백작 존 캠벨
제4대 라우던 백작, 존 캠벨(John Campbell, 4th Earl of Loudoun, 1705년 5월 5일 – 1782년 4월 27일)은 스코틀랜드 귀족이자 육군 장교였다.

## 초기 경력
존 캠벨은 그레이트 브리튼 왕국이 세워지기 2년 전에 스코틀랜드에서 태어났다. 캠벨은 1731년에 아버지의 죽음으로 귀족의 지위를 상속받아 라우든 경(Lord Loudoun)이 되었다. 백작은 1745년 자코바이트 반란에서 하노버 정부 측에 참가한 보병 연대를 소집했다. 연대는 라우던 대령과 존 캠벨(이후 제5대 아길 공작) 중령으로 소속된 12개 중대로 구성되었다. 소집된 연대는 스코틀랜드의 여러 지역에서 복무하였다. 남쪽에서 소집된 12개 중대 중 3개 중대는 프레스톤팬즈 전투에서 포로로 잡혔다. 라우던 경의 자신이 지휘했던 8개 중대는 인버네스에 주둔했다. 라우던은 1746년 2월에 자코바이트 참칭자인 찰스 에드워드 스튜어트를 체포하기 위해 이들 연대와 몇몇 독립 중대들과 함께 출동했다. 원정대는 라이트 오브 모이(Rout of Moy)라고 알려진 네 무리의 자코바이트에게 굴욕적인 패배를 당했다. 이 사태 이후 라우던은 컴버랜드 공작의 군대에 합류하여 인버네스를 반란군에게 내주었다.

## 7년 전쟁

### 북미
1756년 라우던은 버지니아 총사령관과 버지니아 총독으로 북미로 파견되었지만, 현지의 많은 식민지 지도자들로부터 신망을 얻지 못했다. 그는 일부 상인들이 프랑스와 여전히 거래를 하고 있다는 것을 알게 되자 프랑스와 전쟁을 벌이려 할 때 일시적으로 모든 미국 항구를 폐쇄했다. 그의 인기가 없었음에도 불구하고 1757년 페어팩스에서 창설된 라우던 군은 그의 이름을 따서 만들어졌다. 사령관으로서, 그는 1757년 프랑스로부터 루이스버그 요새를 점령할 계획을 세웠지만, 정보 수집 시(프랑스군의 기만책을 포함해서) 프랑스군이 그가 감당하기에는 너무 강하다고 생각해서 계획을 취소를 하게 되었다. 라우던이 이렇게 캐나다에서 관여하는 동안, 프랑스군은 윌리엄 헨리 요새를 영국군으로부터 빼앗았고, 라우던 자신은 제임스 아베크롬비로 대체되어 런던으로 소환되었다. 7년 전쟁을 연구했던 19세기 역사학자 프란시스 파크먼은 그이 군 지휘에 대해 혹평을 했다.
많은 역사학자들이 7년 전쟁에서 그가 근본적인 역할을 했는지에 대해 논쟁을 벌이고 있다. 확실히 그는 군대의 개혁에 착수한 만큼 확실한 영향력을 행사했다. 그는 일반 머스킷을 훨씬 정확도가 높은 부싯돌 머스킷으로 대체하였다. 그는 기존의 보급선을 군용 마차로 대체하면서 군대에 보급 필요성을 인식하여 도로 개선 작업에 착수했다. 그의 초점은 보급 체계를 중앙집중화시키면서 핼리팩스와 올버니에 창고를 세웠다. 그는 또한 운송 수단으로서의 수로의 중요성을 인식하고 있었다. 특히 그는 정규군을 현지 민병대와 통합시켰고, 영국군이 이전에 훈련 받았던 직선형의 유럽식 전투와는 다른 종류의 전쟁에 맞서기도 했다.

### 포르투갈
1762년에 그는 스페인의 포르투갈의 침략에 맞서 포르투갈로 부사령관으로 파견되어 1763년에 총사령관이 되었다. 알메이다 공성전의 손실을 막을 수는 없었지만 영국군은 곧 반격을 시작하여, 국경 밖으로 침략자들을 축출했다.

## 후기
스코틀랜드로 귀국하여, 1763년 에딘버러 성의 총독이 되었으며, 이곳에서 여생을 보내게 된다.
1770년 그는 장군으로 승진했다.
1773년 1월 23일, 뉴햄프셔주의 라우던이라는 마을이 캠벨의 이름을 따서 지명되었다.
캠벨은 독신으로 남았으며, 1782년 그의 사촌인 제임스 무레 캠벨이 백작을 승계한다.

## 같이 보기
- 라우던군